# Organizacija Slovenske vojske
Organizacija Slovenske vojske je enotna, saj se ne deli na kopensko vojsko, mornarico in letalske sile kot večina drugih oboroženih sil. Slovenska vojska se je leta 2004 po vstopu v organizacijo NATO profesionalizirala. Njeni pripadniki se delijo na tri kategorije: poklicne vojake, pogodbeno rezervo in vojake prostovoljce.
Poklicni vojaki so stalno zaposleni v Slovenski vojski. Pripadnik pogodbene rezerve je dolžan opraviti 30 dni letnih urjenj in prejema mesečno plačilo za pripravljenost. Vojak prostovoljec opravi zgolj osnovno vojaško urjenje in je med tem časom tudi plačan. 

## Struktura Slovenske vojske po reformi leta 2024

###### Generalštab Slovenske vojske
- Načenik Generalštaba Slovenske vojske
  - Kabinet načelnika GŠSV
  - Mirodobna sestava SV v tujini
  - Vojaški letalski organ
- Namestnik načelnika Generalštaba Slovenske vojske
  - NATO center odličnosti za gorsko bojevanje
  - Orkester Slovenske vojske
  - Garda
  - Verifikacijski center
  - Vojaški vikariat
- Načelnik štaba Generalštaba Slovenske vojske
  - Sektor za koordinacijo in upravljanje z informacijami
  - Enota za zagotovitev delovanja
  - Združeni sektor za načrtovanje in politiko
  - Združeni sektor za podporo

###### Poveljstvo za doktrino, razvoj, izobraževanje in usposabljanje
- Center za izobraževanje in usposabljanje častnikov
  - Šola za častnike
  - Poveljniško-štabna šola
  - Visoka vojaška šola
- Center za izobraževanje in usposabljanje podčastnikov
  - Šola za podčastnike
  - Višja vojaška strokovna šola
- Center za usposabljanje
- Center za doktrino in razvoj
  - Katedre
  - Knjižnično-informacijski založniški center
  - Šola za tuje jezike

###### Poveljstvo sil Slovenske Vojske
- 1. brigada
  - 10. izvidniški bataljon
  - 132. gorski bataljon
  - 45. tankovska četa
- 72. brigada
  - 20. lahki pehotni bataljon
  - 74. srednji pehotni bataljon
- Logistična brigada
  - 157. logistični polk
  - 670. logistični polk
  - Vojaška zdravstvena enota
- 15. brigada vojaškega letalstva in zračne obrambe
  - 151. helikopterska eskadrilija
  - 152. letalska eskadrilija
  - 153. letalsko tehnična eskadrilija
  - Letalska šola Slovenske vojske
  - 16. center za nadzor in kontrolo zračnega prostora
  - 107. letalska baza
  - 9. bataljon zračne obrambe
- 430. mornariški divizion
  - Pomorski operativni center
  - Odred za specialno podvodno delovanje
  - VNL Triglav 11
  - HPL Ankaran 21
- 14. inženirski bataljon
- 17. bataljon vojaške policije
  - Specializirana enota vojaške policije
    - Posebna enota za specialno taktiko (PEST)
    - Oddelek kriminalistov
    - Oddelek proti bombne zaščite
- 18. bataljon RKBO
- Enota za specialno delovanje
  - Četa za specialno delovanje
  - Četa za zagotovitev delovanja
  - Vadbeni center za specialno delovanj
- Center za združeno usposabljanje
- Enota za komunikacijske in informacijske sisteme
- Športna enota SV
- Enota za podporo

###### Poveljstvo prostorskih sil
- 2. teritorialni polk
- 3. terirorialni polk
- 4. teritorialni polk
- 5. teritorialni polk
- 6. teritorialni polk
- 7. teritorialni polk
- 8. teritorialni polk
- 75. teritorialni polk

## Struktura Slovenske vojske po reformi leta 2013
- Generalštab Slovenske vojske
  - Center vojaških šol
  - 1. brigada
    - 10. pehotni polk
    - 132. gorski polk
    - teritorialni polk
    - rodovski bataljon
    - Večnacionalni center odličnosti za gorsko bojevanje

  - 72. brigada
    - 20. pehotni polk
    - 74. pehotni polk
    - teritorialni polk
    - rodovski bataljon

  - Logistična brigada
    - 157. logistični polk
    - 670. logistični polk
    - Vojaško zdravstvena enota

  - 15. polk vojaškega letalstva
    - 16. center za nadzor in kontrolo zračnega prostora
    - 107. letalska baza
    - 151. helikopterska eskadrilja
    - 152. letalska eskadrilja
    - 153. letalsko-tehnična eskadrilja
    - Letalska šola

  - 430. mornariški divizion
  - Enota za specialno delovanje
  - Enota za protokol

## Struktura Slovenske vojske pred letom 2013
- Generalštab Slovenske vojske
  - Verifikacijski center Slovenske vojske
  - Poveljstvo sil Slovenske vojske
  - 1. brigada
    - 10. motorizirani bataljon
    - 20. motorizirani bataljon
    - 74. oklepno-mehanizirani bataljon
    - 670. poveljniško-logistični bataljon

  - 72. brigada
    - 132. gorski bataljon
    - 45. oklepni bataljon
    - 460. artilerijski bataljon
    - 18. bataljon RKBO
    - 76. protioklepna četa
    - 72. poveljniško logistična četa
    - 14. inženirski bataljon

  - Brigada zračne obrambe in letalstva
    - 15. helikopterski bataljon
    - 16. bataljon za nadzor zračnega prostora
    - 107. letalska baza
    - 9. bataljon zračne obrambe
    - Letalska šola

- Poveljstvo za podporo
  - 71. poveljniško-logistična četa
  - Vojaška teritorialna poveljstva (VTP)
    - 23. VTP Kranj
    - 24. VTP Postojna
    - 25. VTP Vrhnika
    - 32. VTP Novo mesto
    - 37. VTP Maribor
    - 38. VTP Celje

  - logistični bataljon
  - Vojaška zdravstvena enota
  - 11. bataljon za zveze
  - 430. mornariški divizion
  - 5. obveščevalno izvidniški bataljon
  - Enota za specialno delovanje
  - 12. gardni bataljon Slovenske vojske
  - 17. bataljon vojaške policije
  - Poveljstvo za doktrino, razvoj, izobraževanje in usposabljanje